# Agàtocles de Bactriana
Agàtocles de Bactriana (o Agàtocles Dikaios, Agàtocles I Diceu - grec Αγαθοκλής "Gloria Divina", Δίκαιος "el Just") fou un rei budista Indogrec o grecobactrià que va regnar vers 190 o 180 aC, fill probablement de Diòdot II i un dels seus reis delegats encarregat dels Paropamísades entre Bactriana i l'Índia. En aquest cas seria net d'Eutidem I al qual qualifica a les seves monedes com "Basileos Theos" ("Βασιλέας Θεός" "Déu-rei"). Fou contemporani o successor de Pantaleó de Bactriana i es creu que fou atacat i mort per l'usurpador Eucràtides que es va apoderar del regne grec de Bactriana. D'aquest rei només es coneixen les seves monedes.
Durant el seu regnat va ser desafiat per Antímac I. Segons els resultats, que no es poden determinar amb precisió, va ser derrocat per aquest, o uns anys més tard, per l'usurpador Eucràtides I.

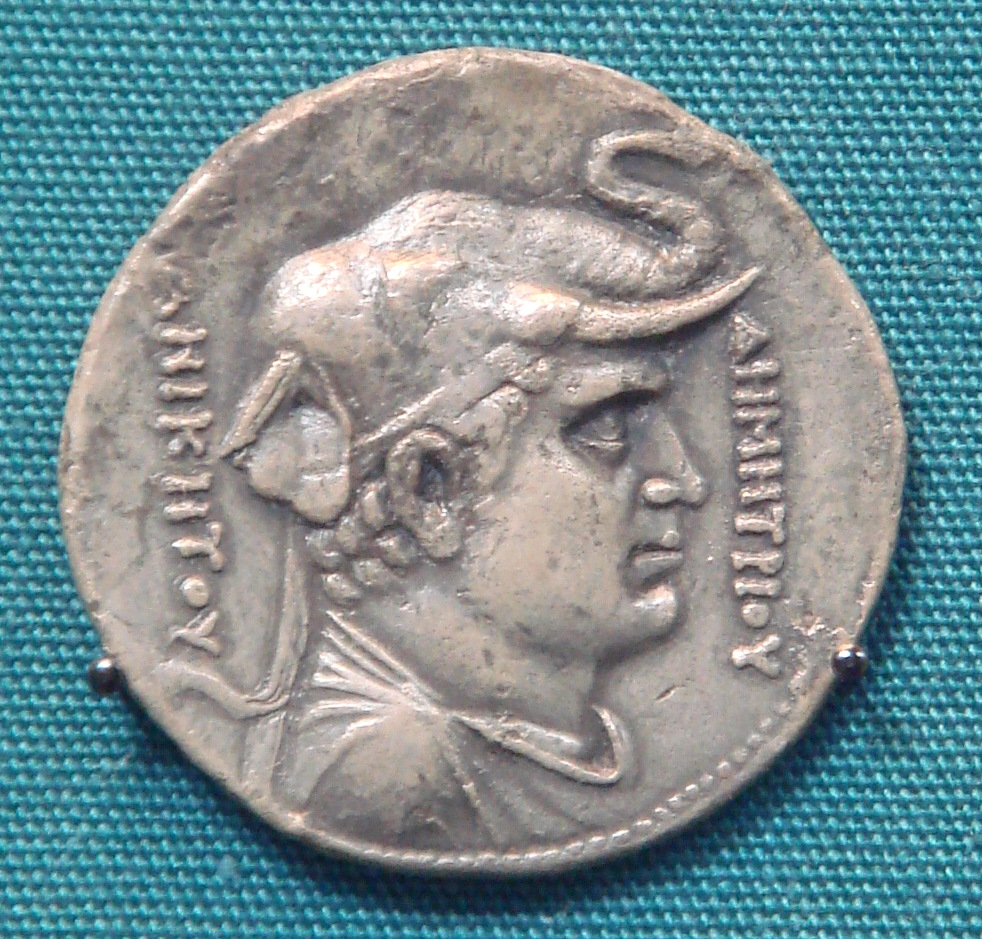
Moneda d'Agatocles amb Demetri I de Bactriana.
devant: – la inscripció grega diu: ΔΗΜΗΤΡΙΟΥ ΑΝΙΚΗΤΟΥ o sigui "de Demetri el Invencible".

Encara que a les seves monedes sembla voler donar una continuïtat dinàstica amb Diodot, Demetri I i Eutidem I i fins i tot amb Alexandre el Gran i amb Antíoc III, però no se sap que estigués relacionat amb Diodot II al que de fet Eutidem I va enderrocar. Els selèucides d'altra banda foren enemics dels eutidèmides i Antíoc III va assetjar Bactria tres anys i va proclamar la victòria sobre Eutidem I; i l'associació amb Alexandre era comuna en aquell temps. No es pot determinar amb certesa si era un eutidèmida directe, un membre col·lateral o pertanyia a la branca usurpadora de Pantaleó.